# Kyle Edmund
Kyle Edmund (født 8. januar 1995 i Johannesburg, Sydafrika) er en professionel mandlig tennisspiller fra Storbritannien. I løbet af sin karriere vandt Edmund to ATP-titler, i Antwerpen i 2018 og i New York City i 2020. Hans bedste grand slam-resultat var en semifinaleplads ved Australian Open 2018. Edmund var også en del af det britiske Davis Cup-hold, der vandt titlen i 2015.
Efter Edmund opnåede sin bedste placering som nr. 14 på ATP's verdensrangliste i 2018 kæmpede han med skader, og han blev opereret i november 2020, marts 2021 og maj 2022. Og den 18. august 2025 meddelte han, at han stoppede sin professionelle karriere.